# منشقات التفرع الأولية
منشقات التفرع الأولية (الاسم العلمي: †Proschizoramia) هي فوق طائفة منقرضة من مفصليات الأرجل وهي أصنوفة شقيقة لمفصليات الأرجل الحقيقية والقشريات الرهيبة.

## التصنيف
- فوق طائفة †منشقات التفرع الأولية
  - طائفة †نظيرات القشريات
    - رتبة †الأوداريات
      - فصيلة †الأودارات
        - جنس †الأودارية

    - رتبة †غشائيات القحفة
      - فصيلة †درعيات كندا
        - جنس †درعية كندا